# 神奇形色牌

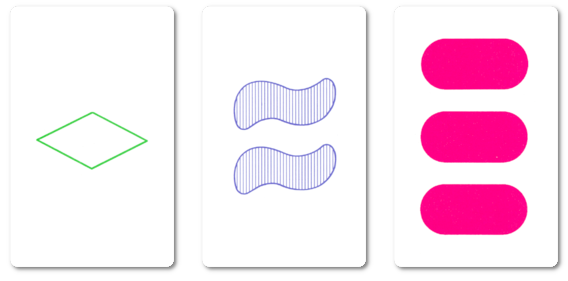
一組Set，三張牌的數字、圖案、顏色及紋路都不同，因此可組成Set

神奇形色牌（Set）是由Marsha Falco在1974年發明的卡片遊戲，由Set企業在1991年推出。神奇形色牌共有81張牌，其中有四個特徵會不同：數量（1,2,3）、圖案（菱形、橢圓形及波浪形）、紋路（實心、條紋及空心）及顏色（紅色、綠色及紫色）。在一副牌中，四個特徵的組合（例如三個綠色實心的菱形）都只會出現一次，不會重覆。

## 歷史
此遊戲是作者在擔任遺傳學家時，由一個編碼系統衍生而來。神奇形色牌獲得1991年的門薩學會的門薩首選，在1995年德國玩家票選最佳遊戲時名列第9名。

## 遊戲

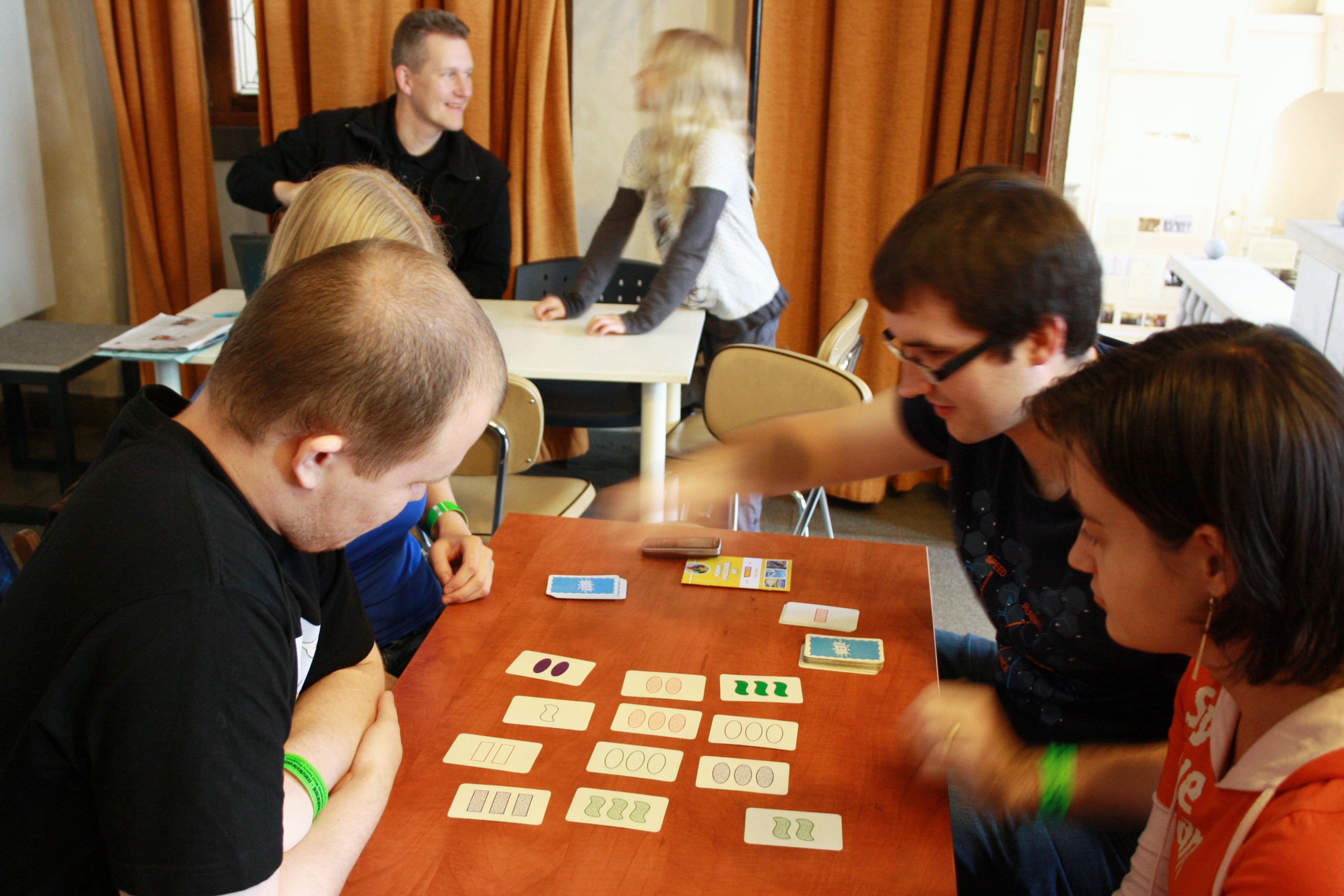
玩神奇形色牌

神奇形色牌的核心是組成Set的條件，只要桌面任意三張牌符合以下所有的條件，即為一個Set：
- 三張牌的數字相同，或是三張牌的數字完全不同。
- 三張牌的圖案相同，或是三張牌的圖案完全不同。
- 三張牌的紋路相同，或是三張牌的紋路完全不同。
- 三張牌的顏色相同，或是三張牌的顏色完全不同。

若有二張牌的特徵相同，但另一張牌和另外二張不同，這三張牌不能組成Set。
例如，以下的三張牌可以組成Set：
- 一個紅色實心菱形
- 二個紅色條紋菱形
- 三個紅色空心菱形

任選81張牌中的二張牌，都可以在剩下79張牌中找到一張牌，和前面的二張組成Set。
在標準的神奇形色牌遊戲中，發牌者將十二張牌放在桌上，若任一遊戲者找到一組Set，即可喊Set，並將三張牌拿走，發牌者將桌上的牌補足 ,到12張（若遊戲者喊了Set，但沒辦法很快的將三張牌拿走，會被處罰）。有可能十二張中都沒有三張牌可以組成Set，發牌者可以再發牌到15張，使讓遊戲者繼續找Set，若有需要可以再發牌到18張……。遊戲一直進行到所有的牌都發完，桌上沒有牌可以組成Set為止，此時拿到最多Set的遊戲者獲勝。
神奇形色牌也有很多不同的變體，其中包括不同的找Set方式，或是不同的遊戲者互動方式。也有許多狂熱的玩家繼續的創造遊戲的變體。

## 神奇形色牌的基本組合
- 任選兩張牌，只有一張牌可以和這兩張組成Set，因此任選三張牌，會組成Set的機率是1/79。.
- 若一直拿牌，拿到有其中有三張牌為Set為止，在拿到Set之前最多會拿到20張牌[5]，這個牌組稱為maximal cap（ A090245）。
- 有{\displaystyle {\frac {81 \choose 2}{3}}={\frac {81\times 80}{2\times 3}}=1080}種不同的牌組。
- Set中有{\displaystyle d}個不同特徵，{\displaystyle 4-d}個相同特徵的機率為{\displaystyle {\frac {{4 \choose d}2^{d}}{80}}}（d=0表示所有特徵都相同，這是不可能的）。因此10%的Set會有一個特徵不一様、30%的Set會有二個特徵不一様、40%的Set會有三個特徵不一様、20%的Set所有的特徵都不一様。
- 從81張牌中拿12張牌，可能的組合為{\displaystyle {81 \choose 12}={\frac {81!}{12!69!}}=70724320184700\approx 7.07\times 10^{13}}。
- 一開始拿12張牌，其中沒有Set的機率是1/30，但後面的機會就快速的增加，第四回合時約為1/14，後續的二十回合慢慢上昇到1/13，因此大部份玩遊戲的時間中，拿12張牌沒有Set的機率是1/13到1/14之間[6]。
- 在玩遊戲時，若發到15張牌，其中沒有Set的機率為1/88[6]（這和任選15張牌，沒有Set的機率不同，因為只有前12張牌沒有Set時才會發到15張牌。）
- 所有遊戲中只用到十二張牌，都沒有用到十五張牌的機率約為30%[6]。
- 十二張牌中平均會有{\displaystyle {12 \choose 3}\cdot {\frac {1}{79}}\approx 2.78}個Set，在十五張牌中平均會有{\displaystyle {15 \choose 3}\cdot {\frac {1}{79}}\approx 5.76}個Set。

## 外部連結
- Set Enterprises （页面存档备份，存于） website
- A mathematic exploration of the game Set . Including 'How many cards may be laid without creating a set', as well as investigations of different types of set games (some in the Fano plane).
- BoardGameGeek上的Set
- Sets, Planets, and Comets. （页面存档备份，存于） An alternate, extended version of Set
- Simple Set Game Proof Stuns Mathematicians （页面存档备份，存于） A new series of papers has settled a long-standing question related to the popular game in which players seek patterned sets of three cards.